# Isanthrene incendiaria
Isanthrene incendiaria är en fjärilsart som beskrevs av Jacob Hübner 1827. Isanthrene incendiaria ingår i släktet Isanthrene och familjen björnspinnare. Inga underarter finns listade i Catalogue of Life.